# Engenharia de Veículos e Motores

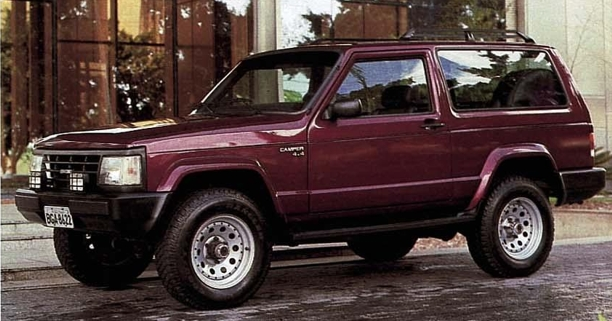
Envemo Camper

Engenharia de Veículos e Motores Ltda., kurz Envemo, war ein brasilianischer Hersteller von Automobilen.

## Unternehmensgeschichte
Das Unternehmen wurde 1966 in São Paulo als Tuningbetrieb gegründet. 1979 begann die Produktion von Automobilen. Der Markenname lautete Envemo. 1983 wurde die Fertigung eines Modells an CBP abgegeben. 1994 endete die Produktion. 1995 wurde das Unternehmen aufgelöst.

## Fahrzeuge
Zunächst wurden Motoren von Volkswagen do Brasil getunt. Später wurden Fahrzeuge von Chevrolet und Opel überarbeitet.
1978 entstand als Prototyp ein Cabriolet.
Der Super 90 war die Nachbildung des Porsche 356 als Coupé. Die Basis bildete das um 30 cm gekürzte Fahrgestell des VW Brasília. Darauf wurde eine offene Karosserie aus Fiberglas montiert. Zur Wahl standen Vierzylinder-Boxermotoren von VW mit 1600 cm³ Hubraum und 65 PS sowie mit 1700 cm³ Hubraum und 88 PS. 1980 ergänzte eine Ausführung als Cabriolet das Sortiment. 1983 endete die Produktion dieser Modelle bei Envemo. Insgesamt entstanden 202 Fahrzeuge des Super 90.
Später wurden Pick-ups überarbeitet und ein Geländewagen entworfen.